# Edwin Sánchez Pinto
Edwin Sánchez Pinto, detto Pajarito (Tizimín, 23 giugno 1973), è un ex cestista messicano.

## Carriera
Con il Messico ha disputato i Campionati americani del 2001.